# 公共經濟學
公共經濟學（英語：Public economics）為經濟學的一支，過去多以財政學命名，然就近代經濟學發展而言，財政學一詞已無法涵蓋其學說內容，近代也有人稱之為公共部門經濟學（public sector economics）。公共經濟學所探討的主體，多與政府部門或是公共部門有關，除了討論政府的租稅、公債與支出外，尚包含了政策效果，以及財政分權，國際公共財等。在經濟哲學發展上，為了達成個人與人民的最大利益，公共經濟學對於政府部門有兩種幾乎相對的看法，一是視國家為有機體（Organic），政府就好比人的心臟，而個人則擔當了人身上某個組織或者是細胞，國家或者社會的意願優於個人之上，個人的價值來自於在社會的價值；另一為視國家為機器（Mechanistic），政府僅是為達成個人意志的工具，政府應為個人意志所駕馭。然而所謂「個人最大利益」為何？個說紛紜，有極力壓縮政府權力，強調個人自由的自由主義（Liberalism），也有強調伸張政府權力，追求個人社會價值最大化的社會民主主義（Social democracy）。

## 政府功能
雖然達成個人與人民的最大利益的看法，與「個人最大利益」為何？在各說紛紜中，公共經濟學依然有著普世的價值，即政府應追求公平以及效率，並可藉由三種政府主要的財政功能來達成。
對公共財的配置
政府為公共財的主要提供者，公共財具非排他性的性質，例如：張三可以在高速公路上開車，李四也可以在高速公路上開車。」高速公路即為此例的公共財，公共財的享有，對任何人都均等。而政府也可因社會與個人需要，賦予某些公共財以協助個人，達成社會的和諧與效率。例如在公共廁所中配置殘障專用區，以協助殘障同胞。在港口設置燈塔，標誌港口的方向，以協助航運與漁民。
對財產的分配
世界上大部份的國家，都在憲法中主張：「人民有納稅的義務。」納稅可以說是人民享有政府所提共的公共財，使政府運作對人民服務的成本。納稅也是對個人財產的的直接干涉，而課稅這項行為也會造成財產的重新分配，達成社會公平。例如先人的遺產，再過繼成為個人的財產後，會影響繼承者在後天上的教育與訓練。然而財產的繼承與個人的努力無關，為達成個人在教育與訓練上的公平，對於高額遺產課徵稅率較重的稅負，而低額遺產課徵稅率較輕稅負，以達到公平性。
對經濟體的穩定
經濟體中存在著各式各樣的市場，然而各個市場有可能缺乏協調，出現大幅波動的現象，導致存在市場中的個人處於危機中。大幅波動的結果可能造成長時間或者驟升的失業率，或者長時間或者驟然變動的通貨膨脹。上述事件都可能導致社會問題的發生，導致社會的不效率。因此政府應追求經濟體的穩定，藉由各種政策來達成對社會更理想的環境。例如在2007年發生的金融海嘯，中華民國政府所發行的消費券。

## 公平與效率
帕累托最適（Pareto optimum）
帕累托最適原先出現在福利經濟學的分析上，而在公共經濟學中，成為評量公共政策公平與效率中可接受度最高的標準。
在帕累托最適狀態為，在經濟體系中最適財貨分配的狀態下，任一個體的財貨提高必定減損其餘個體中某一個體的福利。因此在帕累托最適狀態的社會，沒有任何個體無法在不損及其餘個體的福利下，提高任一個體的福利。
帕累托改善（Pareto improvements）
若是社會不處於帕累托最適的狀態，那麼就會存在不減損任何個體的福利，又提高個體的利益的空間。以透過財貨重新分配達到帕累托最適的方法，稱為帕累托改善。

## 公共選擇
林達爾模型（Lindahl equilibrium model）
為瑞典經濟學家林達爾（Erik Lindahl）於1919年時提出，假設投票者經由投票決定政府所應提供的公共財數量，由於基於使用者付費的概念，公共財的成本由投票者承擔。若對所有投票者，公共財都為正常財，則隨個人所獲得的財貨愈多，每單位財貨給個人的邊際效用就愈少，而發生邊際效用遞減的現象。又公共財具非排他性因此所有投票者均可享用，決定各自負擔的租稅比例時，也同時決定了公共財的數量。